# Discografie van Descendents
| Discografie van Descendents | Discografie van Descendents |
| --------------------------- | --------------------------- |
| Studioalbums                | 8                           |
| Livealbums                  | 3                           |
| Verzamelalbums              | 3                           |
| Ep's                        | 3                           |
| Singles                     | 14                          |

De discografie van Descendents, een Amerikaanse punkband, bestaat uit acht studioalbums, drie livealbums, drie verzamelalbums, drie ep's, en veertien singles. Ook heeft de band enkele videoclips gemaakt.
De band bracht de albums aanvankelijk uit onder het platenlabel New Alliance Records dat later werd overgenomen door SST Records, waar de band vervolgens platen liet uitgeven. Hierna heeft de band ook gespeeld bij grotere (punk)platenlabels zoals Epitaph Records en Fat Wreck Chords. De meest recente albums zijn via Epitaph uitgegeven.

## Studioalbums
| Jaar | Titel                   | Label                | Formaat    |
| ---- | ----------------------- | -------------------- | ---------- |
| 1982 | Milo Goes to College    | New Alliance Records | cd, cs, lp |
| 1985 | I Don't Want to Grow Up | New Alliance Records | cd, cs, lp |
| 1986 | Enjoy!                  | New Alliance Records | cd, cs, lp |
| 1986 | All                     | SST Records          | cd, cs, lp |
| 1996 | Everything Sucks        | Epitaph Records      | cd, cs, lp |
| 2004 | Cool to Be You          | Fat Wreck Chords     | cd, lp     |
| 2016 | Hypercaffium Spazzinate | Epitaph Records      | cd, lp     |
| 2021 | 9th & Walnut            | Epitaph Records      | cd, lp     |

## Livealbums
| Jaar | Titel            | Label           | Formaat    |
| ---- | ---------------- | --------------- | ---------- |
| 1987 | Liveage!         | SST Records     | cd, cs, lp |
| 1989 | Hallraker: Live! | SST Records     | cd, cs, lp |
| 2001 | Live Plus One    | Epitaph Records | cd, lp     |

## Verzamelalbums
| Jaar | TItel              | Label                | Formaat         |
| ---- | ------------------ | -------------------- | --------------- |
| 1985 | Bonus Fat          | New Alliance Records | 12-inch, cd, cs |
| 1988 | Two Things at Once | SST Records          | cd, cs          |
| 1991 | Somery             | SST Records          | cd, cs, lp      |

## Ep's
| Jaar | Titel       | Label                | Formaat    |
| ---- | ----------- | -------------------- | ---------- |
| 1981 | Fat         | New Alliance Records | 7-inch, cd |
| 2004 | 'Merican    | Fat Wreck Chords     | 7-inch, cd |
| 2016 | Spazzhazard | Epitaph Records      | 12-inch    |

## Singles
| Jaar | Titel                               | Album                   |
| ---- | ----------------------------------- | ----------------------- |
| 1979 | "Ride the Wild/It's a Hectic World" | (geen)                  |
| 1987 | "Clean Sheets/Coolidge"             | All                     |
| 1997 | "Sessions"                          | Everything Sucks        |
| 1997 | "I'm the One"                       | Everything Sucks        |
| 1997 | "When I Get Old"                    | Everything Sucks        |
| 1997 | "Gotta/Grand Theme"                 | (geen)                  |
| 2016 | "Victim of Me"                      | Hypercaffium Spazzinate |
| 2016 | "Without Love"                      | Hypercaffium Spazzinate |
| 2017 | "Who We Are"                        | (geen)                  |
| 2020 | "Suffrage"                          | (geen)                  |
| 2021 | "That's the Breaks"                 | 9th & Walnut            |
| 2021 | "Baby Doncha Know"                  | 9th & Walnut            |
| 2021 | "Nightage"                          | 9th & Walnut            |
| 2021 | "Like the Way I Know"               | 9th & Walnut            |